# Tirol
 Ovo je glavno značenje pojma Tirol. Za druga značenja pogledajte Tirol (razdvojba).
██  Država Tirol ( Austrija)
██  Pokrajina Južni Tirol ( Italija)
██  Pokrajina Trento ( Italija)
Tirol (talijanski: Tirolo) je povijesna regija u središnjoj Europi koja se upravno sastoji od austrijske savezne države Tirol (koja se sastoji od Sjevernog i Istočnog Tirola) i talijanske regije Trentino-Južni Tirol.

## Zemljopis
Tirolskim krajolikom dominiraju Alpe. Najviši tirolski vrhovi su Ortler (3905 m) i Königspitze u Južnom Tirolu, Grossglockner (3798 m) u Istočnom Tirolu, Monte Cevedale (3.769 m) u Trentinu i Wildspitze u Sjevernom Tirolu.
Najvažnije rijeke u Sjevernom i Istočnom Tirolu su Inn, Drava i Lech koje utječu u Dunav. U Južnom Tirolu i Trentinu najvažnija rijeka je Adiža i njezine pritoke.
Tirol na sjeveru graniči s Bavarskom, na zapadu s Vorarlbergom i kantonom Graubünden, na jugozapadu s Lombardijom, na jugu i jugoistoku s Venetom i na istoku sa Salzburgom i Koruškom.

## Povijest

### Prapovijest
U prapovijesti su na ovom području postojale brojne značajne kulture, pogotovo u brončanom i željeznom dobu. Kultura Laugen-Melaun (Luco-Meluno) iz brončanog doba, koja je nazvana po arheološkim nalazištima blizu Brixena u Južnom Tirolu se pojavljuje u 14. stoljeću pr. Kr. na području Južnog Tirola i Trentina. Sjeverni Tirol je tad bio pod utjecajem kulture polja urni. Ovu kulturu karakterizira bogato lončarstvo i obrada metala pod utjecajem susjednih kultura. Narod te kulture je kremirao svoje pokojnike i njihov pepeo stavljao u urne. Oni su štovali bogove u svetištima koja su se nalazila u zabačenim područjima, na planinama ili u blizini vode.
Oko 500. pr. Kr. ove kulture naslijedila je Fritzens-Sanzeno kultura koju je također karakteriziralo bogata lončarska umjetnost i koja je također kulturno bila pod utjecajem njenih susjeda, poglavito Etruščana i Kelta. Ova kultura bila je vrlo bogata i imala je i vlastito pismo izvedeno od etruščanskog.

### Antičko doba
Godine 15. pr. Kr., ova područje su osvojili Rimljani i uključili ga u Carstvo kao nove provincije. Južno dio područja priključen je Italiji kao njena deseta regija. Kao i u ostatku Europe, Rimljani su ostavili duboki kulturni utisak na kulturu i jezik.

### Srednji vijek i ranije Novo doba
Od 6. do 9. stoljeća, u tom području naselila su se bavarska i langobardska plemena. Kao dio Franačke i Svetog Rimskog Carstva, ovo područje je imalo iznimnu strategijsku važnost. U ranom srednjem vijeku je Tirol činio južni dio Bavarskog Vojvodstva, a sastojao se većinom od crkvenih posjeda biskupa Brixena i Trenta. S vremenom su plemići iz Tirolskog dvorca blizu Merana proširili svoj utjecaj u regiji. Gorička dinastija Meinhardinger u jednom razdoblju imala je u posjedu Tirol, Goricu i Korušku. Od 14. stoljeća nadalje su Tirolom vladali Habsburgovci koji su nosili naziv tirolskih grofova.

### Napoleonski ratovi i 19. stoljeće
Nakon poraza od Napoleona 1805. godine, Austrija je bila prisiljena Tirol ustupiti Bavarskoj prema Bratislavskom miru. Godinu kasnije je Tirol kao dio Bavarske postao član Rajnske konfederacije. Tirolci su u svojim pokušajima preuzimanja kontrole nad područjem dvaput uspjeli pobijediti bavarske i francuske snage. Nakon što je Austrija ponovno izgubila rat od Francuske, nametnuti su još teži uvjeti u Schönbrunnskom sporazumu iz 1809. godine. Godinu dana kasnije u Mantovi je pogubljen tirolski narodni junak Andreas Hofer, nakon što je izgubio zadnju treću bitku u ustanku protiv Bavaraca i Francuza. Tirol je ostao podijeljen između Bavarske i Italije uprave i iduće četiri godine, nakon čega je Bečkim kongresom 1814. spojen i vraćen Austriji. Nakon što je pripojen Austrijsko carstvo|Austrijskom carstvu, od 1867. nadalje Tirol je bio krunska zemlja Cislajtanije u Austro-Ugarskoj.

### Prvi svjetski rat i novija povijest
Fronta u Prvom svjetskom ratu većinom se nalazila na povijesnoj granici Tirola i prolazila je kroz najviše vrhove Alpa. U ovim brdima vojska se nalazila cijelo vrijeme, a u zimi 1915./1916. ovdje je poginulo desetak tisuća vojnika u lavinama. U to vrijeme su njemačka, austrijska i talijanska vojska utvrdili mnoge položaje na ovim planinama i izgradili mnoge tunele.
Krajem Prvog svjetskog rata je talijanska vojska 29. listopada 1918. pobijedila austrougarsku vojsku u bitki kod Vittorija Veneta. Nekoliko dana kasnije potpisano je primirje. Talijanska vojska okupirala je Innsbruck i zarobila veliki broj austrijskih vojnika.
Sporazumom u Saint-Germainu je južni dio Tirola ustupljen Italiji. Ovo ustupljeno područje nije uključivalo samo većinski talijanski Trentino, nego i Južni Tirol u kojem je prema popisu stanovništva iz 1910., 92,2% stanovništva govorilo njemački jezik kao materinski, te manji dio današnje pokrajine Belluno.
Sjeverni dio Tirola koji je danas prostorno odvojen na Sjeverni Tirol i Istočni Tirol, postao je jedna od devet saveznih država Austrije.

## Kultura
Državna granica između dva dijela Tirola nije i jezična i kulturna granica, te su kulturne razlike između ova dva dijela vrlo male. Nekakvom jezičnom granicom smatra se Salurner Klause, ali ni to nije potpuna granica. Tradicionalna kultura u Trentinu spaja tirolsku tradiciju s elementima talijanske tradicije iz Veneta i Lombardije.

### Poznate osobe
- Reimmichl (pjesnik)
- Felix Mitterer (dramatičar)
- Max Weiler (slikar)
- Paul Flora (crtač)
- Andreas Hofer (borac za slobodu)
- Reinhold Messner (alpinist)

## Euroregija Tirol-Južni Tirol-Trentino
Godine 1998., osnovana je euroregija Tirol-Južni Tirol-Trentino na osnovni sličnosti i zajedničnosti ovog područja. Pomoću ove euroregije poboljšana je prekogranična suradnja između austrijskog i talijanskog dijela Tirola. Zbog politike Europske unije o Europi bez granica, već godinama ne postoje nikakve granične kontrole između ovog područja. Također je i euro kao zajednička valuta pomogao sjedinjavanju gospodarstva ovog područja.
Ova euroregija prostire se na 26.254 km² površine na kojem živi 1.594.965 stanovnika. Ukupni bruto domaći proizvod iznosi 49,027 milijardi eura.

## Zanimljivosti
U Hrvatskoj postoji zaselak Tirol pored Hrvatske Kostajnice. Kada je Austro-Ugarska gradila Unsku prugu u blizini tog grada bili su potrebni majstori (klesari) koji bi pomogli pri izgradnji Unske pruge i željezničkih tunela. Došli su iz Tirola i naselili se pored brda Djed iznad Hrvatske Kostajnice. To područje sličilo im je na njihov rodni kraj. Odlučili su ostati i svoj zaselak nazvati Tirol. Još je uvijek naseljen s tridesetak stanovnika, a ima i nekoliko austrijskih obitelji. Zaselak je poznat po uzgoju ovaca, livadama, pašnjacima i divljači.

## Vanjske poveznice
- Euroregija Tirol
- Atlas Tirola
- Informacije za odmor u sjevernom i istočnom Tirolu
- www.geschichte-tirol.com